# Coppa di Francia 2010-2011
La Coppa di Francia 2010-2011, in francese Coupe de France, è stata la 94ª edizione della coppa di calcio nazionale organizzata dalla federazione calcistica della Francia (Fédération française de football - FFF).
I turni dal primo all'ottavo vengono definiti turni di qualificazione. Dai trentaduesimi di finale si entra nella manifestazione vera e propria. Le formazioni del Championnat National, terza serie francese, entrano in gara al quinto turno.
Le formazioni di Ligue 2 e i 7 club dei distaccamenti francesi d'oltremare entrano in competizione al settimo turno, il primo organizzato dalla FFF. I club della massima divisione entrano in gioco dai trentaduesimi di finale.

## Settimo turno
Giocato venerdì 19, sabato 20 e domenica 21 novembre. Tra parentesi il campionato d'appartenenza della società.
| Squadra 1                    | Risultato       | Squadra 2              |
| ---------------------------- | --------------- | ---------------------- |
| Union sportive de Chauny     | 0 - 2           | Amiens                 |
| Poitiers                     | 4 - 0           | Dragons Papeete        |
| Nîmes                        | 1 - 0           | Rodez                  |
| AS Magenta Nickel            | 1 - 1 (5-4 dcr) | Dunkerque              |
| FC Hayange                   | 0 - 8           | Digione                |
| US Soucht                    | 1 - 7           | Strasburgo             |
| St-Etienne Cote Chaude       | 0 - 3           | Ajaccio                |
| Steinseltz                   | 0 - 2           | Sedan                  |
| ASC Romagne                  | 1 - 7           | Nantes                 |
| La Ferte-Bernard             | 0 - 4           | Guingamp               |
| Avranches                    | 5 - 1           | FC Majicavo            |
| Nœux-les-Mines               | 0 - 4           | Wasquehal              |
| Marignane                    | 2 - 0           | Furiani-Agliani        |
| CSO Amnéville                | 2 - 0           | Moulien                |
| Schiltigheim                 | 1 - 1 (5-4 dcr) | Mulhouse               |
| Amiens AC                    | 0 - 1           | Arras Football         |
| La Suze sur Sarthe FC        | 0 - 1           | Olympique Saumur FC    |
| Plouzane ACF                 | 0 - 2           | Le Mans                |
| Évian TG                     | 4 - 2           | Lyon-La Duchère        |
| US Colomiers                 | 1 - 0           | Stade Bordelais        |
| Seyssinet AC                 | 1 - 1 (3-1 dcr) | Clermontaise           |
| Istres                       | 2 - 0           | Bastia                 |
| USSA Vertou                  | 0 - 0 (3-1 dcr) | Stade Plabennecois     |
| Vannes                       | 4 - 2           | Vendée Lucon           |
| Stade Reims                  | 0 - 0 (4-2 dcr) | CS Avionnais           |
| Laval                        | 2 - 1           | Granville              |
| Sainte-Geneviève Sports      | 0 - 1           | Paris FC               |
| Créteil-Lusitanos            | 3 - 1           | Romorantin             |
| Colmar                       | 2 - 3 (dts)     | Jarville JF            |
| Stade Athlétique Spinalien   | 0 - 1           | Drancy                 |
| Jura Sud Foot                | 0 - 0 (5-4 dcr) | ASF Andrézieux         |
| Raon-l'Étape                 | 4 - 0           | SN Imphy Decize        |
| Thiers                       | 3 - 2 (dts)     | Cournon                |
| Forbach                      | 1 - 1 (4-3 dcr) | AS Illzach Modenheim   |
| Changé                       | 1 - 2           | Bayeux FC              |
| Vénissieux                   | 1 - 1 (3-4 dcr) | Firminy                |
| Saint-Gratien                | 3 - 2 (dts)     | La Vitréenne FC        |
| US Quevillaise               | 3 - 0           | Eu FC                  |
| Cherbourg                    | 5 - 0           | Malesherbes            |
| Vaulx en Velin Fc            | 3 - 1 (dts)     | Valence                |
| Saint-André-des-Eaux         | 1 - 3           | Vendée Fontenay        |
| Challans                     | 2 - 0 (dts)     | Arcachon               |
| Boulogne                     | 2 - 0           | Pacy                   |
| Cognac                       | 2 - 1           | Tours                  |
| Grenoble                     | 1 - 1 (4-2 dcr) | FC Bagnols Pont        |
| Château-Thierry              | 0 - 12          | Troyes                 |
| Gueugnon                     | 0 - 0 (7-8 dcr) | Yzeure                 |
| Montluçon                    | 1 - 1 (3-4 dcr) | Angoulême              |
| Sablé                        | 0 - 1           | Montagnarde            |
| Villenave                    | 0 - 2           | AS Auch                |
| Lons le Saunier              | 5 - 4 (dts)     | Marcy Charbon          |
| Geldar de Kourou             | 0 - 2           | Martigues              |
| Chauvigny US                 | 1 - 0 (dts)     | Jarnac Sports          |
| Case Pilote                  | 0 - 2           | Poissy                 |
| US Pont-de-Roide Vermondans  | 2 - 2 (4-2 dcr) | Villefranche           |
| Châlons-en-Champagne         | 1 - 4           | Sens                   |
| Semmoz Us                    | 1 - 0           | Ain Sud Foot           |
| Balma                        | 0 - 1           | Châteauroux            |
| Royan                        | 0 - 3           | Clermont Foot          |
| Le Mée                       | 0 - 0 (2-4 dcr) | Metz                   |
| As Fabregues                 | 2 - 4           | Cannes                 |
| Les Mureaux                  | 1 - 3           | Rouen                  |
| As Canet                     | 0 - 3           | Fréjus St-Raphaël      |
| SC Douai                     | 1 - 0           | Red Star               |
| Agde                         | 3 - 1           | Revel                  |
| Tourcoing                    | -               | Viry-Châtillon         |
| Landerneau Fc (D.S.E.)       | 0 - 1           | Poiré-sur-Vie          |
| Aulnoye As                   | 0 - 1           | Roye                   |
| La Chapelle-saint-Luc        | 1 - 3           | Vierzon                |
| Chambéry                     | 9 - 0           | U.S. Fesches le Chatel |
| Marly                        | 2 - 4           | Marck                  |
| St Renan                     | 0 - 1           | GSI Pontivy            |
| Theix                        | 2 - 2 (6-7 dcr) | Dinan Lehon Fc         |
| Murat U.S.                   | 1 - 6           | Trélissac              |
| Ailly sur Somme              | 0 - 3           | Sezanne Sa             |
| Issy les Moulineaux (Dh)     | 2 - 1           | La Gorgue              |
| Cesson Oc                    | 2 - 3           | TA Rennes              |
| St Maurice l'Exil            | 1 - 5           | Et.S. Fosseenne        |
| Villepinte Fc                | 2 - 2 (1-4 dcr) | U.S.C. Paray           |
| Fayet Af (P. INTERDIST.)     | 2 - 1           | Reims Ste Anne         |
| Illkirch Graffenstaden (EXC) | 5 - 3           | Luneville              |
| Sierentz F.C.                | 1 - 3 (dts)     | Thaon                  |
| Vermelles                    | 1 - 2 (dts)     | Dreux                  |
| Villers Outreaux             | 0 - 4           | Marquette Us           |
| Angers                       | 2 - 1           | Le Havre               |
| Aurillac Arpajon             | 4 - 2           | La Roche-sur-Yon       |
| Lannion Fc                   | 1 - 0           | St Pauloise Fc         |
| Agen SU                      | 2 - 1           | Marmande Fc            |

## Ottavo turno
tra parentesi sempre la serie di appartenenza: Ligue 2 (2), Championnat National (3) e le restanti serie inferiori (4) - (5). Le squadre delle divisioni d'oltre mare riportano il dipartimento di appartenenza tra parentesi. Si giocherà il 10, 11 e 12 dicembre.
| Squadra 1                | Risultato       | Squadra 2                    |
| ------------------------ | --------------- | ---------------------------- |
| Nîmes                    | 3 - 2           | Istres                       |
| Vannes                   | 3 - 2           | Guingamp                     |
| Chauvigny                | 3 - 0           | Châteauroux                  |
| Paris FC                 | 4 - 0           | AS Magenta (Nuova Caledonia) |
| Jarville La Malgrange    | 1 - 0           | Digione                      |
| Marck                    | 1 - 2 (dts)     | Amiens                       |
| Pont-de-Roide            | 0 - 1           | Drancy                       |
| Fayet A.F. (Inter Dist.) | 1 - 2           | Issy-les-Moulineaux          |
| Sedan                    | 4 - 0           | Amnéville                    |
| Schiltigheim             | 0 - 3           | Troyes                       |
| Semnoz Vieugy            | 0 - 2           | Évian TG                     |
| Sens                     | 0 - 2           | Forbach                      |
| Cannes                   | 2 - 1 (dts)     | Ajaccio                      |
| Bayeux                   | 2 - 3           | Le Mans                      |
| Challans                 | 0 - 2           | Fontenay-le-Comte            |
| Raon-l'Étape             | 3 - 2           | Grenoble                     |
| Boulogne                 | 1 - 0           | Roye Noyon                   |
| Arras                    | 0 - 2           | Stade Reims                  |
| Fréjus St-Raphaël        | 0 - 0 (3-1 dcr) | Colomiers                    |
| Thaon-les-Vosges         | 0 - 3           | Strasburgo                   |
| Avranches                | 2 - 1           | Pontivy                      |
| Quevilly-Rouen           | 6 - 0           | Lannion                      |
| Poiré-sur-Vie            | 6 - 0           | Angoulême                    |
| Chambéry                 | 4 - 3           | Seyssinet Pariset            |
| Vaulx-en-Velin           | 1 - 0           | Lons Le Saunier              |
| Clermont Foot            | 5 - 0           | Thiers                       |
| Rennes TA                | 0 - 1 (dts)     | Angers                       |
| Firminy                  | 0 - 2           | Jura Sud                     |
| Vierzon                  | 0 - 3           | Poitiers                     |
| Olympique Saumur         | 0 - 0 (1-3 dcr) | Cognac                       |
| Montagnarde              | 1 - 0           | Dinan Lehon                  |
| Nantes                   | 2 - 0           | Vertou                       |
| SC Douai                 | 1 - 5           | Rouen                        |
| Marquette-lez-Lille      | 1 - 2           | Poissy                       |
| Illkirch Graffenstaden   | 0 - 2           | Sezanne                      |
| Trélissac                | 2 - 1           | Marignane                    |
| Martigues                | 2 - 0           | Fos-sur-Mer                  |
| Auch                     | 0 - 3           | Aurillac Arpajon             |
| Yzeure                   | 0 - 0 (1-3 dcr) | USC Paray Le Monial          |
| Agde                     | 0 - 1 (dts)     | Agen                         |
| Cherbourg                | 1 - 0           | Drouis FC                    |
| Créteil-Lusitanos        | 2 - 1           | Laval                        |
| Metz                     | 3 - 0           | Sannois-Saint-Gratien        |

## Trentaduesimi
Sorteggio effettuato il 13 dicembre 2010.
| Squadra 1           | Risultato       | Squadra 2           |
| ------------------- | --------------- | ------------------- |
| Caen                | 0 - 1           | Olympique Lione     |
| Tolosa              | 1 - 2           | Paris FC            |
| Agen                | 2 - 0           | Poitiers            |
| Bordeaux            | 3 - 1           | Rouen               |
| Trélissac           | 0 - 1           | Quevilly-Rouen      |
| Chauvigny           | 1 - 3           | Le Mans             |
| Nantes              | 3 - 1           | Cognac              |
| Angers              | 2 - 1 (dts)     | Valenciennes        |
| Créteil-Lusitanos   | 1 - 1 (5-6 dcr) | Nizza               |
| Issy-les-Moulineaux | 0 - 1 (dts)     | Brest               |
| Avranches           | 1 - 3           | Vendée Fontenay     |
| Boulogne            | 2 - 2 (5-4 dcr) | Amiens              |
| Montagnarde         | 0 - 0 (6-7 dcr) | Drancy              |
| Cherbourg           | 1 - 0           | Poiré-sur-Vie       |
| Paris Saint-Germain | 5 - 1           | Lens                |
| Lorient             | 4 - 1           | Vannes              |
| Stade Reims         | 1 - 0           | Montpellier         |
| Arles               | 1 - 1 (2-4 dcr) | Sedan               |
| Troyes              | 2 - 3 (dts)     | Metz                |
| Wasquehal           | 2 - 1           | Auxerre             |
| Jarville            | 0 - 1           | Sochaux             |
| Poissy              | 1 - 2           | Strasburgo          |
| Forbach             | 1 - 3           | Lilla               |
| Raon-l'Étape        | 4 - 0           | Sézanne             |
| Rennes              | 7 - 0           | Cannes              |
| Saint-Étienne       | 0 - 2           | Clermont Foot       |
| Aurillac Arpajon    | 2 - 2 (3-4 dcr) | Nancy               |
| Évian TG            | 3 - 1           | Olympique Marsiglia |
| Martigues           | 2 - 1           | Cheminots           |
| Vaulx-en-Velin      | 1 - 1 (5-4 dcr) | Jura Sud            |
| Nîmes               | 3 - 2           | Fréjus St-Raphaël   |
| Chambéry            | 1 - 1 (3-2 dcr) | Monaco              |

## Sedicesimi di finale
Giocati il 22 e 23 gennaio 2011.
| Squadra 1       | Risultato       | Squadra 2           |
| --------------- | --------------- | ------------------- |
| Vendée Fontenay | 0 - 1 (dts)     | Lorient             |
| Sedan           | 0 - 1           | Metz                |
| Nantes          | 2 - 1           | Raon-l'Étape        |
| Angers          | 1 - 0           | Bordeaux            |
| Agen            | 2 - 3           | Paris Saint-Germain |
| Cherbourg       | 0 - 1           | Le Mans             |
| Clermont Foot   | 1 - 3           | Stade Reims         |
| Vaulx-en-Velin  | 0 - 2           | Rennes              |
| Nîmes           | 1 - 2 (dts)     | Nancy               |
| Quevilly-Rouen  | 1 - 1 (3-5 dcr) | Martigues           |
| Strasburgo      | 1 - 0           | Évian TG            |
| Nizza           | 1 - 0           | Olympique Lione     |
| Boulogne        | 0 - 1           | Drancy              |
| Wasquehal       | 0 - 1           | Lilla               |
| Chambéry        | 1 - 1 (4-3 dcr) | Brest               |
| Sochaux         | 2 - 1           | Paris FC            |

## Ottavi di finale
Si sono giocati l'1 e 2 febbraio e sono stati sorteggiati il 23 gennaio 2011. Delle 16 squadre partecipanti ben nove, dunque la maggioranza, non appartenevano alla Ligue 1. Nella stagione 2010/2011 infatti Angers, Nantes, Le Mans, Reims e Metz militavano in Ligue 2 - lo Strasburgo nello Championnat National - Drancy e Martigues nello CFA, mentre lo Chambery nel CFA 2.
| Squadra 1 | Risultato       | Squadra 2           |
| --------- | --------------- | ------------------- |
| Chambéry  | 2 - 1           | Sochaux             |
| Martigues | 1 - 4           | Paris Saint-Germain |
| Lilla     | 1 - 1 (3-2 dcr) | Nantes              |
| Angers    | 2 - 0           | Strasburgo          |
| Nancy     | 1 - 2           | Le Mans             |
| Rennes    | 3 - 4 (dts)     | Stade Reims         |
| Lorient   | 3 - 0           | Metz                |
| Drancy    | 0 - 1           | Nizza               |

## Quarti
I quarti di finale si sono disputati il 1º e 2 marzo 2011
| Squadra 1           | Risultato       | Squadra 2 |
| ------------------- | --------------- | --------- |
| Stade Reims         | 2 - 3           | Nizza     |
| Chambéry            | 0 - 3           | Angers    |
| Paris Saint-Germain | 2 - 0           | Le Mans   |
| Lilla               | 0 - 0 (5-3 dcr) | Lorient   |

| Arbitro: | Stéphane Bré |

|                           |           |                                 |
| Amalfitano 32’ Fortes 58’ | Marcatori | 31’ Ljuboja 48’ 114’ Mouloungui |

| Arbitro: | Philippe Kalt |

|  |           |                                   |
|  | Marcatori | 44’ Saivet 64’ Renouard 84’ Gómez |

| Arbitro: | Wilfried Bien |

|                           |           |  |
| Bahebeck 108’ Kebano 117’ | Marcatori |  |

| Arbitro: | Saïd Ennjimi |

|                                      |                      |                                |
| Debuchy Frau de Melo Obraniak Hazard | Tiri di rigore 5 – 3 | Diarra Baca Mvuemba Amalfitano |

## Semifinali
| Squadra 1 | Risultato | Squadra 2           |
| --------- | --------- | ------------------- |
| Nizza     | 0 - 2     | Lilla               |
| Angers    | 1 - 3     | Paris Saint-Germain |

| Arbitro: | Fredy Fautrel |

|  |           |                         |
|  | Marcatori | 44’ Hazard 46’ Gervinho |

| Arbitro: | Bruno Coué |

|              |           |                                |
| Renouard 57’ | Marcatori | 22’ Bodmer 50’ Nenê 62’ Hoarau |

## Finale
| Squadra 1           | Risultato | Squadra 2 |
| ------------------- | --------- | --------- |
| Paris Saint-Germain | 0 - 1     | Lilla     |

| Arbitro: | Clément Turpin |

|  |           |              |
|  | Marcatori | 89’ Obraniak |

| PSG | Lille |

| PSG:              |    |                     |     |     |
|                   |    |                     |     |     |
| GK                | 1  | Grégory Coupet      |     |     |
| RB                | 2  | Ceará               |     |     |
| CB                | 6  | Zoumana Camara      |     |     |
| CB                | 3  | Mamadou Sakho       |     |     |
| LB                | 5  | Siaka Tiéné         | 86’ |     |
| DM                | 20 | Clément Chantôme    |     |     |
| DM                | 4  | Claude Makélélé (c) |     | 48’ |
| AM                | 12 | Mathieu Bodmer      |     | 69’ |
| RW                | 7  | Ludovic Giuly       |     | 90’ |
| LW                | 10 | Nenê                | 42’ |     |
| CF                | 9  | Guillaume Hoarau    |     |     |
| Sostituzioni:     |    |                     |     |     |
| MF                | 23 | Jérémy Clément      |     | 48’ |
| FW                | 11 | Mevlüt Erdinç       |     | 69’ |
| CB                | 13 | Sammy Traoré        |     | 90’ |
| Allenatore:       |    |                     |     |     |
| Antoine Kombouaré |    |                     |     |     |

| LILLE:        |    |                  |  |     |
|               |    |                  |  |     |
| GK            | 1  | Mickaël Landreau |  |     |
| RB            | 2  | Mathieu Debuchy  |  |     |
| CB            | 23 | Adil Rami        |  |     |
| CB            | 22 | Aurélien Chedjou |  |     |
| LB            | 18 | Franck Béria     |  |     |
| DM            | 24 | Rio Mavuba (c)   |  |     |
| CM            | 5  | Idrissa Gueye    |  | 63’ |
| CM            | 7  | Yohan Cabaye     |  |     |
| RW            | 27 | Gervinho         |  |     |
| LW            | 26 | Eden Hazard      |  | 89’ |
| CF            | 8  | Moussa Sow       |  | 79’ |
| Sostituzioni: |    |                  |  |     |
| FW            | 9  | Túlio de Melo    |  | 63’ |
| MF            | 10 | Ludovic Obraniak |  | 79’ |
| MF            | 29 | Stéphane Dumont  |  | 89’ |
| Allenatore:   |    |                  |  |     |
| Rudi Garcia   |    |                  |  |     |